# Torneo Argentino A

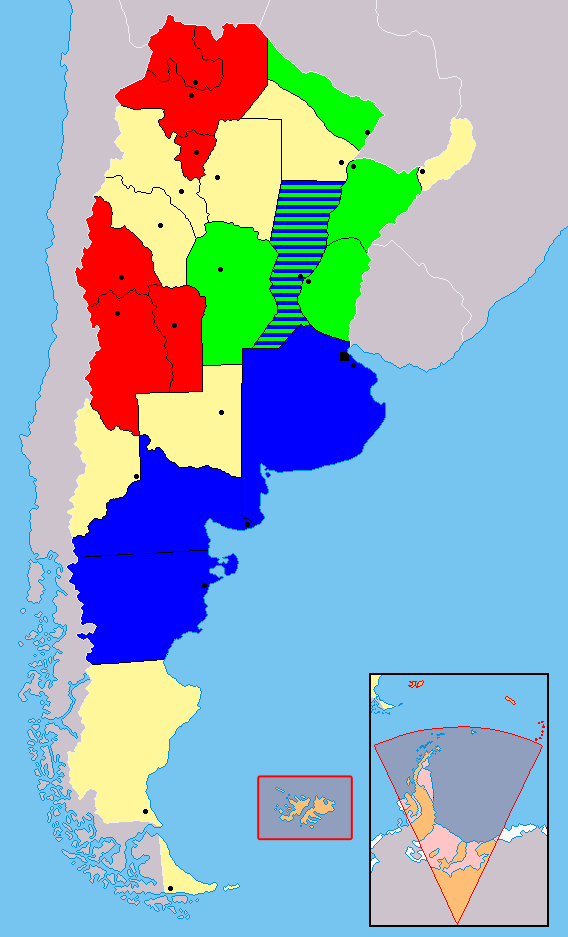
Strefa A
Strefa B
Strefa C

Torneo Argentino A jest jedną z dwóch lig tworzących trzecią ligę argentyńską. Liga ta rozgrywana jest równolegle do Primera B Metropolitana.
"Argentino A" jest ligą, w której występują kluby z całej Argentyny poza okręgiem stołecznym (El Interior), natomiast w "Primera B" grają kluby z Buenos Aires
Zwycięzcy Argentino A wspólnie ze zwycięzcami Primera B awansują do drugiej ligi argentyńskiej - Primera B Nacional. Jest także możliwość, by obok zwycięzcy Torneo Argentino A awansował także drugi zespół. Musi on jednak stoczyć mecze barażowe z zespołem drugiej ligi. Zespół z drugiej ligi jest wyznaczany do baraży w ten sposób, że tworzy się tabelę pomocniczą złożoną wyłącznie z klubów prowincjonalnych. Ostatni z tych zespołów spada do ligi Argentino A (zastępuje go zwycięzca Argentino A), natomiast przedostatni o utrzymanie się w lidze musi stoczyć mecze barażowe z drugim zespołem z Argentino A. W sezonie 2005/06 liga Argentino A rozgrywana była w dwóch grupach - Strefa A i Strefa B - każda po 12 klubów. Sezon podzielony został na dwa turnieje - Apertura i Clausura. W każdym z tych turniejów z każdej grupy awansowało 8 klubów do 1/8 finału. Później mecze rozgrywano systemem pucharowym. Zwycięzca finału zdobywał mistrzostwo. Potem mistrzowie Apertura i Clausura grali o awans do drugiej ligi. Zwycięzca awansował bezpośrednio, natomiast przegrany grał o awans w barażach. W sezonie 2006/07 Argentino A podzielona została na trzy grupy po 8 klubów. Z każdej grupy awansują do ćwierćfinału dwie najlepsze drużyny. Ponadto utworzona zostanie tabela pomocnicza drużyn, które zajęły trzecie miejsce - dwie najlepsze z nich uzupełnią ósemkę ćwierćfinalistów. Później, tak jak w poprzednim sezonie, rozgrywany będzie turniej systemem pucharowym. Podział Argentino A na grupy ma przyczyny praktyczne - Argentyna jest państwem bardzo rozległym, a w Argentino A grają zespoły z prowincji. Podział na grupy ma charakter geograficzny i celem jego jest minimalizacja kosztów podróży. Rozgrywana równolegle Primera B Metropolitana nie ma takich problemów, gdyż wszystkie zespoły w niej występujące pochodzą z zespołu miejskiego Buenos Aires i dlatego liga ta może być rozgrywana tradycyjnie, to znaczy w jednej grupie.

## Torneo Argentino A 2007/08
Grupa A
| - Atlético Tucumán - Desamparados - Gimnasia y Esgrima Mendoza - Juventud Antoniana | - Juventud Unida - La Florida - Luján de Cuyo - Talleres de Perico |

Grupa B
| - 9 de Julio - Alumni Villa María - Boca Unidos - GyE Concepcion del Uruguay | - Libertad Sunchales - Racing Córdoba - Patria Formosa - Unión Sunchales |

Grupa C
| - Guillermo Brown - Cipolletti - Huracán Tres Arroyos - Atlético Juventud | - La Plata FC - Real Arroyo Seco - Rivadavia de Lincoln - Deportivo Santamarina - Villa Mitre |

## Lista mistrzów
| Sezon            | Mistrz                                                               |
| ---------------- | -------------------------------------------------------------------- |
| 1995/96          | Juventud Antoniana Salta                                             |
| 1996/97          | Almirante Brown Arrecifes i San Martín Mendoza                       |
| 1997/98          | Gimnasia y Esgrima Concepción del Uruguay i Juventud Antoniana Salta |
| 1998/99          | Racing Córdoba i Independiente Rivadavia                             |
| 1999/2000        | General Paz Juniors Córdoba                                          |
| 2000/2001        | Huracán Tres Arroyos                                                 |
| 2001/2002        | CAI Comodoro Rivadavia                                               |
| 2002/2003        | Tiro Federal Rosario                                                 |
| Apertura 2003/04 | Racing Córdoba                                                       |
| Clausura 2003/04 | Atlético Tucumán                                                     |
| Apertura 2004/05 | Ben Hur Rafaela                                                      |
| Clausura 2004/05 | Aldosivi Mar del Plata                                               |
| Apertura 2005/06 | Villa Mitre Bahía Blanca                                             |
| Clausura 2005/06 | San Martín Tucumán                                                   |
| Apertura 2006/07 | Desamparados San Juan                                                |
| Clausura 2006/07 | Guillermo Brown Puerto Madryn                                        |